# Дубровка (Островский район)
Дубровка — деревня в Островском районе Псковской области. Входит в состав Островской волости.
Расположена у автодороги М20 (участок Остров —  Псков), в 13 км к северу от центра города Остров.
| 2001 | 2002 | 2010 |
| ---- | ---- | ---- |
| 5    | →5   | ↗6   |

## История
Деревня до апреля 2015 года входила в состав ныне упразднённой Волковской волости района.